# South Mimms
South Mimms (ook South Mymms) is een civil parish in het bestuurlijke gebied Hertsmere, ongeveer 20 km ten noorden van Londen. Het behoort sinds 1894 tot het Engelse graafschap Hertfordshire. In 2001 had het 729 inwoners.  Het ligt bij de kruising van de M25 en de A1.

## Koningin Wilhelmina
Vanaf begin 1944 woonde koningin Wilhelmina in The Grange, een huis vlak bij het vliegveld. Op 10 februari 1944 viel een Duitse bom op twintig meter van haar huis, waarbij twee marechaussees werden gedood. De koningin bleef ongedeerd. Ze besloot terug te keren naar Stubbings House.